# Günter W. Hein
Günter W. Hein (* 5. April 1949) war von 2008 bis 2014 Head of Galileo Operations and Evolution bei der European Space Agency und beurlaubter Professor für Geodäsie an der Universität der Bundeswehr München.
Seit 1983 hatte Hein einen Lehrstuhl an der Bundeswehruniversität. Im Dezember 2008 wechselte er zur europäischen Weltraumagentur ESA, um die Entwicklung des Galileo-Satellitennavigationssystems maßgeblich mitzugestalten. Er war der erste nicht-amerikanische Preisträger des Kepler Awards. Hein lebt in Holzkirchen (Oberbayern).